# Catedral del Sagrado Corazón (Anqing)
La Catedral del Sagrado Corazón (en chino: 安庆耶稣圣心主教座堂) es un edificio religioso de la Iglesia católica que forma parte de la Arquidiócesis Metropolitana de Anqing (安慶). Tras los cambios de 2001, es considerada por las autoridades chinas como una iglesia que pertenece a la gran diócesis de Anhui. Ni el estado ni las divisiones administrativas son reconocidas por la Santa Sede.

## Historia
La iglesia sigue el rito romano o latino y fue construida en el año 1872 bajo la dirección de los jesuitas franceses.
El 21 de febrero de 1929, con la creación de la Arquidiócesis de Anqing, la iglesia recibe el estatus de catedral.
Entre 1957 y 1983, el culto católico estuvo prohibido en la catedral.
Con la apertura política y económica de China y el cambio en la política religiosa, la catedral es de nuevo un lugar de culto desde 1983. Ella es también parte de los monumentos protegidos de la provincia de Anhui.